# Aldehyd propionowy
Aldehyd propionowy, propanal – organiczny związek chemiczny z grupy aldehydów. W temperaturze pokojowej jest bezbarwną cieczą o ostrym, nieprzyjemnym zapachu.
Otrzymywany poprzez utlenianie alkoholi pierwszorzędowych:
CH
3CH
2CH
2OH + CuO → CH
3CH
2CHO + Cu + H
2O
Jak wszystkie aldehydy ma własności redukcyjne. Sam utlenia się do kwasu propionowego, więc można go wykryć za pomocą prób Fehlinga oraz Tollensa.
CH
3CH
2CHO + Ag
2O → CH
3CH
2COOH + 2Ag
W reakcji z cyjanowodorem tworzy cyjanohydrynę:
C
2H
5CHO + HCN → C
2H
5CH(OH)CN